# 主力戦艦
主力戦艦（しゅりょくせんかん）は、アニメ「宇宙戦艦ヤマトシリーズ」に登場する架空の宇宙戦艦。デザイン担当は宮武一貴。
併せて、派生型の地球側空母および、関連作品に登場する艦についても本項で記述する。
なお、「主力戦艦」という言葉は、現実世界・他の架空の作品世界では、国や艦隊の保有する最も能力の優れた戦艦を示す用語であり、固有名詞として使用されることはない。

## 基本設定
原作アニメシリーズでは『さらば宇宙戦艦ヤマト 愛の戦士たち』および『宇宙戦艦ヤマト2』に登場する。
ガミラス戦役後、復興した地球の護りとして建造された、戦艦アンドロメダを旗艦とする地球防衛軍宇宙艦隊の量産型主力艦。
劇中・書籍・プラモデルなどのいずれにおいても、「主力戦艦」と呼ばれる名称が、艦名なのか級名なのか、あるいは「主力を成す戦艦」の意味を示すものなのかは明言されておらず不明だが、PSゲームシリーズでは個々に艦名が設定されている。
『さらば宇宙戦艦ヤマト 愛の戦士たち』の劇中では、「戦艦36」というセリフがあり、旗艦アンドロメダを除いて35隻が出撃している。『宇宙戦艦ヤマト2』の劇中では、太陽系外周艦隊に多数配備されている。また、各惑星基地所属の艦隊は第18話において、主力戦艦を旗艦として巡洋艦や駆逐艦を中心とした編成で描かれており、第21話の土星決戦に登場するヒペリオン艦隊も同様の編成となっている。

## 艦体解説
紡錘形の艦体に、箱形の波動砲口を装備した艦首を持つ艦型で、ヤマトと同じ塔状艦橋、3連装主砲塔形式になっている。後に就役したアンドロメダにも共通の特徴がある。艦体色は当時の地球防衛軍艦艇の標準色である明るい灰色で、波動砲口周りと艦底前部のインテーク状構造物先端はクリーム色である。
新型波動エンジンを1機装備。補助エンジンを艦後部両舷に1基、計2基を装備している。
また、補助エンジンとは別に、艦中間部両舷に艦の前方を指向した噴射口が1基、計2基、艦底前部のインテーク状の構造物の後方に推進ノズルが4基付属する。
艦橋内の窓枠の形状や座席レイアウトは、ヤマトやアンドロメダと大きく異なっており、スクリーンも小型のものが設置されている。
兵装は、艦隊決戦兵器である拡散波動砲1門 を艦首に装備。波動砲口の中央部には縦に仕切り板がある。主砲として3連装衝撃砲（ショックカノン）3基、計9門装備。ほかには艦橋砲、ミサイルランチャー10門、および対空パルスレーザー砲を連装・三連装各2基を装備する。
艦尾艦底にスリット状の艦載機発進口が並列に2つ存在する。劇中では艦載機発艦描写がないため搭載機は不明だが、コスモタイガーIIとする資料もある。

## 劇中での登場
さらば宇宙戦艦ヤマト 愛の戦士たち
地球艦隊と白色彗星帝国軍のバルゼー艦隊との戦闘において多数登場する。飛来した空母艦上機を主砲で撃墜している描写や、潜宙艦の奇襲攻撃によって中破している描写がある。バルゼー艦隊撃滅後、拡散波動砲を白色彗星にも撃ち込むが効果はなく、白色彗星に飲み込まれて全滅する。
宇宙戦艦ヤマト2
第7話で1カットだけ映る形で初登場するが、その後しばらくは登場せず、劇中で活躍するのは第18話から第21話までである。第18話において、白色彗星帝国との決戦のため、総司令土方竜の命令で、外周艦隊や各惑星基地にいた艦が土星のタイタン基地に向かう。
第21話におけるバルゼー艦隊との戦闘では、タイタンの主力艦隊に多数、前衛のヒペリオン艦隊に旗艦として1隻登場する。ヒペリオン艦隊は主力艦隊との挟撃を狙うが、大戦艦の衝撃砲に全滅させられる。その後、主力艦隊は拡散波動砲による殲滅を図るが、バルゼー艦隊旗艦メダルーザの火炎直撃砲の長距離射撃を受け、多数が撃沈される。しかし、土方の策で土星の輪へ誘い込まれたバルゼー艦隊が、火炎直撃砲による水蒸気の乱気流によって隊列が乱れた際に反撃に転じ、ショックカノンの砲火で敵艦隊を壊滅させる。艦隊決戦には勝利したが、その直後にワープアウトしてきた白色彗星に対しては拡散波動砲でガス帯を吹き飛ばせたものの、その本体である都市帝国には損傷を与えられず、都市帝国との戦闘で全滅する。

## 宇宙戦艦ヤマト2202 愛の戦士たち
『さらば』および『ヤマト2』のリメイク作品である『宇宙戦艦ヤマト2202 愛の戦士たち』では、ドレッドノート級として登場する。リデザイン担当は玉盛順一朗。マーキングなどのカラーリング担当は小林誠。
型式名称は量産型武装運用システムD1、艦種名は前衛航宙艦となっている。「クラスD」とも称される。
ガミラス帝国のガイデロール級航宙戦艦の構造を基に開発され、地球連邦航宙艦隊の主力戦艦として、地球に発生した時間断層内のドックで量産されたとされている。艦容・排水量は異なるものの、ヤマトの量産型としての特性を持つ。
続編の『2205』には未登場だが、本艦級をベースにした派生艦である「補給空母アスカ」「戦闘空母ヒュウガ」「地球型移民船」が新たに登場する。
『3199』には火星迷彩のドレッドノート級に加えて、アスカ級とヒュウガ級が登場する。また、艦種名が宇宙戦艦に改められた。

### 艦体解説 (2202)
基本的なデザインはオリジナルと同じ。側面図で見比べた場合、主艦体部分はほぼ同じだが、指令塔が前後に分厚くなっており、それに伴って主砲塔や艦首ドームなど指令塔より前方の構造物が砲塔半個分ほど前に動いており、相対的に艦首が短くなる形となっている。
カラーリングはオリジナルと若干が異なり、艦後部や艦底のタンク状構造物にアクセントとしてラインが入っている。劇中に登場するカラーバリエーションは下記のプロメテウスを除くと4つあり、旧デザインに近い艦体色でクリーム色ラインの通常色（第3話〜第17話）、同艦体色に黒ラインの山南艦隊所属艦（第17話〜第20話）、ヤマトと同じ軍艦色の艦体に赤いラインの地球防衛戦線仕様（第21話〜）、赤い艦体色に黒ラインの火星防衛戦線仕様（第21話）となっている。地球連邦防衛軍のエンブレムが舷側ほかに大小合わせて18個と非常に多くマーキングされており、『2199』でのディテールアップ作画の代わりにテクスチャマーキングで密度を上げている『2202』の作画方法を体現している。また、第5話登場艦は舷側ほか片舷4か所ずつに艦名が表記されているほか、第17話以降の登場艦は所属に合わせた記号が艦首側面にマーキングされている。
全長は250メートルと、ヤマトやアンドロメダなどとは異なり、旧設定に近い数値になっている。当初はヤマトと同じ333メートルという設定でデザインされていた が、試作した3Dモデルを3Dプリンターで出力してアンドロメダと比較した際に、波動砲口や艦橋が相手よりも大きくなり、アンドロメダより強そうに見えてしまうと判断されたため、急遽全長を縮められた。
艦底部のタンク状構造物は、「外宇宙航行用補助推進装置」と設定されている。また、波動砲口内の板状構造物は「スプリッター（エネルギー噴流分割整流板）」とされている。
武装の種類はアンドロメダ級と同様であり、配置位置もおおむね同じである。波動砲のみは、2つの薬室を直列に配置した構造をした独自のシステムとなっている。拡散波動砲を撃つ際には、2つの薬室からそれぞれ右旋波・左旋波の波動エネルギーを直列射出し、砲口内のスプリッターで左右の旋波に分離した後、拡散波動砲エネルギー噴流として放出するという設定になっている。また、収束モードで撃つ際には、1つの薬室を用いて右旋波のエネルギーのみを撃ち出すとされている。

### 劇中での登場 (2202)
第3話において、時間断層内の工場に建造中の姿で初登場。その後、第4話と第5話において、進宙済みの14隻がアンドロメダ級5隻とともに木星圏での演習を行っている。
第17話の土星沖海戦においては、序盤でエンケラドゥス守備隊所属の3隻 が登場。そのうちの1隻がイーターIの自爆攻撃で撃沈されている。第17話中盤以降と第18話では、地球艦隊の主力として多数が次々にワープアウトして戦場に到着し、拡散波動砲と通常砲撃でバルゼー艦隊に大損害を与えている。第18話終盤ではアンドロメダ級とともにマルチ隊形を組んで白色彗星およびその内部の都市帝国に対して収束波動砲を2回にわたって撃ち込むが、効果を得られず、都市帝国の超重力と破滅ミサイルで多数が撃沈された。なお、この時投入された隻数は不明だが、収束波動砲一斉射のマルチ隊形を組んだ際には、山南などの「セット20、45」というセリフから縦20列、一列につき45隻であり、900隻程度が参加したと思われる。
その後、山南の艦隊の残存艦は銀河およびガミラス艦隊とともに土星圏で彗星阻止に働き、火星圏防衛線では時間断層工場において増産され、続々と戦線に投入された青いカラーリングの地球防衛戦線仕様がアルデバランなどとともに戦っている。
第19話以降では、火星防衛戦仕様の2隻をアンドロメダ級の両舷に重力アンカーで固定することで、個別のワープブースター兼武装増加ユニットとして使用されている。これにより、ドレッドノート側の波動エンジンでワープを行い、ワープアウトと同時にアンドロメダ級から波動砲を撃つといった運用が可能となった。
最終話では、地球の海上に墜落したカラクルム級戦艦をワイヤーで牽引しているほか、次々と時間断層工場から吐き出されるシーンや、ヤマトが高次元から帰還した際に時間断層制御艦のプロメテウスとエピメテウスが接近しているシーンが存在する。

### 劇中での登場 (3199)
第1話から登場。第1話では第28護衛隊を構成する一隻として、火星迷彩仕様の艦が登場。DAD作戦第2段階にて、グランドリバースに対して拡散波動砲を発射するが、無効化されて防衛線を突破されてしまう。

## PSゲームシリーズ

### さらば宇宙戦艦ヤマト 愛の戦士たち
PS版『さらば宇宙戦艦ヤマト 愛の戦士たち』において、宮武一貴によりリデザインされて登場する。
設定が再構築されており、砲戦特化型で艦載機運用能力はなく、ヤマトと異なり超長距離航行用の装備も有していないという設定になっている。
ゲームシステム上の武装は、主砲3基・副砲1基・機銃2群・魚雷・爆雷となっており、対艦・対空の一通りの武装を持っている。

ゲーム中に味方ユニットとして多数登場するが、個艦としては、ストーリー16「海王星 - 天王星軌道」以降において、参謀長の乗艦する「さつま」が登場している。ストーリー18「土星近海・絶対防衛圏」の途中で損傷により戦線を離脱したため、その後の白色彗星の難を逃れて唯一生き延び、ストーリ19「木星圏・ガニメデ近海」においてガニメデ基地でヤマトと再会し、ともにデスラー艦隊と戦う展開になる。

### 暗黒星団三部作
PS2版『宇宙戦艦ヤマト イスカンダルへの追憶』『宇宙戦艦ヤマト 暗黒星団帝国の逆襲』『宇宙戦艦ヤマト 二重銀河の崩壊』の「暗黒星団三部作」では、「主力戦艦級」という名称が設定されている。また、改修が施された「後期生産型」というバリエーションが新たに登場し、それ以前の型は「前期生産型」という名称が付加されている。
諸元の設定あるいはゲームシステム上の仕様が前々作から若干変更されており、武装は大口径主砲3基・側面迎撃ミサイル2基・下方迎撃ミサイルとされ、対空迎撃能力は有していない。
戦後1か月という短期間で若干数が就役できた理由について、彗星帝国軍艦艇の残骸から艦艇建造に必要な特殊金属を再利用したという背景設定が、ステージ03「雷王作戦」のムービー中で語られている。
主力戦艦 前期生産型
ガトランティス戦役から改修無しで就航している型。波動砲は拡散タイプ。艦体色は灰色で、艦首が黄色。
艦名としては「ふそう」「かが」「さつま」「やましろ」「ひえい」「はるな」が該当する。
主力戦艦 後期生産型（甲型）
攻撃力を強化したバージョン。各武装の威力に110パーセントの補正が掛かっている。波動砲は収束タイプ。艦体色は黒で、艦首が白。
艦名としては「えぞ」「ネヴァダ」「ドレッドノート」が該当する。「えぞ」は『イスカンダルへの追憶』のストーリー上に登場する艦で、ステージ03「雷王作戦」において、彗星帝国残党軍を殲滅する「雷王作戦」にヤマトと共に参加する。
主力戦艦 後期生産型（乙型）
波動エンジンとバイパスが新型に換装され、巡航性能が向上されたバージョン。艦速と旋回能力が他種より2段階上となっている。波動砲は収束タイプ。艦体色はクリーム色で、艦首が白。
艦名としては「こんごう」「アイル・オブ・スカイ」「メリーランド」が該当する。「アイル・オブ・スカイ」「メリーランド」は『イスカンダルへの追憶』のストーリー上に登場する艦で、ステージ03「雷王作戦」において、彗星帝国残党軍を殲滅する「雷王作戦」にヤマトと共に参加する。
主力戦艦 後期生産型（丙型）
積層装甲の採用により防御力を向上させたバージョン。防御力が他種の150に対して180と優れているが、波動砲は装備していない。外観が他の型と異なっており、波動砲口がふさがれ、砲門上部のフィン状構造物もなくなっている。艦体色は灰色で、艦首が白。
艦名としては「アーカンソー」「イリノイ」「ロイヤルオーク」が該当する。

## その他の作品での登場
ひおあきらの漫画版ではフランス艦隊旗艦「エトワール」、ソビエト艦隊旗艦「クレムリン」、統一アラブ連合艦隊旗艦「ツタンカーメン」の名が出ている。この設定は「オールナイトニッポン」版ラジオドラマにおいても登場している。

## 派生艦

### 地球側空母
地球側空母（ちきゅうがわうちゅうくうぼ）は『宇宙戦艦ヤマト2』に登場する宇宙空母。空母部分（艦後部と細部）のデザインは板橋克己。
主力戦艦の艦体後半部を格納庫と飛行甲板に改造した派生型であり、純粋な空母ではなくむしろ宇宙版航空戦艦に近い艦艇である。。デザインソースは旧日本海軍の航空戦艦「伊勢型」。前半部は主力戦艦と同じであるが、後半部は最上部に発艦専用の飛行甲板とその下に格納庫、その下に波動エンジンを備えている。艦橋後部も主力戦艦と異なる。艦体色は主力戦艦と同じで、艦首は艦体色より若干濃い目の灰色。
新型波動エンジンは、長方形型の墳進口で着艦専用口の下に設置されている。補助エンジンは、艦尾両舷まで延びている、台形型噴進口が2基、計4基。
艦隊決戦兵器である拡散波動砲1門を装備。主砲の3連装衝撃砲（ショックカノン）は、後部に飛行甲板を設置したため、2基に減っている。対空パルスレーザー砲は艦橋両側のものが連装に変更されているほか、艦橋後部に連装が1基追加されている。
飛行甲板には2基のエレベーターを並列に設置。搭載機出撃の際は、エレベーターで最上部の飛行甲板に機体を上げて発艦させる。主推進口の上には着艦専用口があり、直接格納庫に繋がっている。艦上機は、コスモタイガーII単座タイプ とコスモタイガーII改雷撃機。
劇中では第18・20・21話に登場。計5隻の登場が確認出来る。第18話で土方の命令により、第1・第2・第3内惑星巡航空母艦隊が、コスモタイガーII（単座タイプ）を収容し土星基地に向かう。その後、第20話において、白色彗星帝国機動艦隊に奇襲をかけるため、3隻がヤマトの指揮下に入り出撃し、フェーベ沖で、搭載している雷撃機によって空母を多数撃沈する戦果を挙げる。第21話で、バルゼー艦隊に勝利した地球連合艦隊と合流するが、直後にワープアウトした白色彗星に吸い込まれ全滅する。

#### 主力戦艦改級攻撃空母
主力戦艦改級攻撃空母（しゅりょくせんかんかいきゅうこうげきくうぼ）は、PS版『さらば宇宙戦艦ヤマト 愛の戦士たち』および、PS2版『宇宙戦艦ヤマト イスカンダルへの追憶』『宇宙戦艦ヤマト 暗黒星団帝国の逆襲』『宇宙戦艦ヤマト 二重銀河の崩壊』に登場する艦。この名称は『さらば』におけるゲーム内初登場時の字幕 に記載されていたものであり、ユニットデータなどの他の箇所では単に「空母」「戦闘空母」と記載されている。
上記の空母を宮武一貴がリデザインしたものである。キエフ級航空巡洋艦「ミンスク」をモチーフにリデザインされており、艦前方から後部にかけて甲板が張り出し、右舷に艦橋と主砲2基を配置し、艦左舷にアングルド・デッキを設けたレイアウトとなっている。細かい変更点としては、波動エンジン下部の半円状の噴射ノズルが4基になり、補助エンジン4基はそれぞれ独立して配置されている。艦橋のアンテナやレーダー類は左右非対称となっている。全長は主力戦艦の約1.4倍、自重は約1.5倍とされている。
PS版『さらば宇宙戦艦ヤマト 愛の戦士たち』ではアニメ『宇宙戦艦ヤマト2』の宇宙空母と同じ役回りを演じている。登場するのは1隻で、艦名は「まつしま」。敵機動部隊撃破後に、新たに出現したバルゼー艦隊によって撃沈される。ゲームシステム上の武装は主砲（40cm三連装衝撃砲）2基・副砲（20cm三連装衝撃砲）2基・機銃2群および爆雷であり、攻撃力は通常の20パーセント増しとなっている。なお、マップ上の砲撃射程は2マス、攻撃力2000で、巡洋艦、パトロール艦および駆逐艦と同じ値である。
『イスカンダルへの追憶』『暗黒星団帝国の逆襲』『二重銀河の崩壊』では、艦首波動砲を装備し、武装への110パーセントの攻撃力補正を持つAタイプと、波動砲を装備していないが防御力に優れたBタイプが存在している。武装は
前方に射界を持つ大口径主砲2基と後方に射界を持つ副砲1基、および対空機銃2群となっている。艦速と旋回能力は、空母としては標準的な「低速」（細かく分けると最低より1つ上であるC）に分類される。艦名はAタイプが「天城」「葛城」、Bタイプが「ラングレー」「イラストリアス」「大鳳」。

#### ドレッドノート改級補給母艦 / アスカ級補給母艦
ドレッドノート改級補給母艦（どれっどのーとかいきゅうほきゅうぼかん）、後にアスカ級補給母艦（あすかきゅうほきゅうぼかん）は『宇宙戦艦ヤマト2205 新たなる旅立ち』『ヤマトよ永遠に REBEL3199』に登場する補給艦。上記の地球側空母を玉盛順一朗がリデザインしたものである。
ガトランティス戦役後、時間断層の放棄により軍拡路線から「地球の規模に見合った軍備の最適化」へ転換した地球の方針を示す新世代艦。建造途中の無人型ドレッドノート級の艦体を流用して建造された。
正式には「ドレッドノート改アスカ級補給母艦」という名称で、「ドレッドノート改級」は便宜名とされる。『3199』では量産化に伴い「アスカ級補給母艦」として制式化されている。
艦種記号は「DAOE」。長期航海可能な艦隊の高速戦闘補給艦として構想されたもので、補給と防御を担うための装備が充実している。コスモリバース研究の成果が反映されており、他の波動エンジン搭載艦への実質的なエネルギー補給機能となる「波動共鳴導波装置」を備えている。さらに、任意の空間に短時間ではあるが波動防壁を展開することが可能な新開発の特殊弾頭「四式波動防壁展開弾」を搭載している。一方、波動砲はオミットされている。
『3199』で量産化された際には、基本となる「補給母艦型」の他に、1番艦アスカで試験的に導入されていた強襲揚陸艦としての機能を主軸にした「強襲揚陸艦型」も建造されている。しかし、平和路線を謳う第4次防衛計画の建前上、どちらも公式な艦種は「補給母艦」で統一されている。また、補給母艦型であっても、1番艦アスカとは格納庫などの内部構造が異なっているとされ、その一つとしてアスカにはある40メートル級の航宙機や宇宙艇の艦載を想定した格納スペースが、量産型では廃されている。
デザインはアニメ版の空母に近く、艦体の司令塔から後ろが甲板になっており、艦底のタンク状構造物は後ろにずらされている。艦橋より前方部分は波動砲に蓋がされていること以外は完全に元のドレッドノート級と同一。
『2205』では、森雪が艦長を務める「アスカ（DAOE-01）」が登場。ヤマトが旗艦を務める第65護衛隊をヒュウガとともに構成する。空間騎兵隊第65特別任務隊を乗艦させており、強襲揚陸艦機能も併せ持つ。イスカンダル防衛戦においては、波動防壁弾の展開によるガミラス移民船団の防護や、空間騎兵隊を展開させての救助活動、波動砲射撃によりエネルギーを使い果たして航行不能となったヤマトを波動共鳴導波装置によって再起動させる等の後方支援で主に活躍し、デザリアムと直接砲火を交えることは少なかったが、本艦で試験が行われていたコスモハウンドが終盤において大きな役割を果たすこととなる。
『3199』では上記の通り量産されており、奇数番号が補給母艦型、偶数番号が強襲揚陸艦型として割り振られている。強襲揚陸艦型の建造は、領海侵犯を繰り返すボラー連邦に対する地球防衛軍の現実的な対応の一つとされている。2024年7月現在では、アスカの他、補給母艦型として「おうみ（DAOE-03）」「エルベ（DAOE-05）」、強襲揚陸艦型として「バンクーバー（DAOE-02）」「まみや（DAOE-04）」「アムンゼン（DAOE-06）」「コロッサス（DAOE-08）」の7番艦を除く6隻の存在が明かされている。

第1話から登場。「アスカ」以下の同型艦7隻がDAD作戦第1段階に集中投入され、波動防壁弾の多重展開によってグランドリバースの阻止を試みるも突破されてしまう。地球陥落時には、「アスカ」が元第65護衛隊の面々を脱出させるべく「ヒュウガ」とともに地球に降下、コスモハウンドで古代らを回収したのち、デザリアム艦隊の追撃を受けつつも「銀河」の支援を受けて地球脱出に成功する。

#### ドレッドノート改級戦闘空母 / ヒュウガ級戦闘空母
ドレッドノート改級戦闘空母（どれっどのーとかいきゅうせんとうくうぼ）、後にヒュウガ級戦闘母艦（ひゅうがきゅうせんとうぼかん）は、『宇宙戦艦ヤマト2205 新たなる旅立ち』『ヤマトよ永遠に REBEL3199』に登場する宇宙空母。デザイン担当は玉盛順一朗。
ガトランティス戦役後、時間断層の放棄により軍拡路線から「地球の規模に見合った軍備の最適化」へ転換した地球の方針を示す新世代艦。建造途中の無人型ドレッドノート級の艦体を流用して建造された。
正式には「ドレッドノート改ヒュウガ級戦闘空母」という名称で、「ドレッドノート改級」は上記のアスカ級同様便宜名とされる。『3199』では同型艦の建造開始に伴い「ヒュウガ級戦闘空母」として制式化されている。
「多機能複合型標準戦艦構想」に基づいて開発されている。戦闘機の搭載機数は最大64機で、規模としては「軽空母」に分類される。艦種記号は「DCV」。
艦体後部は飛行甲板に改造されているが、補給母艦とは異なり司令塔と主砲塔が右舷側にオフセットされており、左舷側に甲板が広がるというPSゲーム版の地球戦闘空母に近い配置をしている。格納庫はヤマトと同様のシリンダー形式で、2基を並列に配置している。両舷部やや下方には、パトロール艦の主砲と同タイプの12.5センチ連装陽電子衝撃砲塔が副砲として各1基装備されており、後方および下方を射界に収めることが可能となっている。
『2205』では、真田志郎が艦長を務める「ヒュウガ（DCV‐01）」が登場。ヤマトが旗艦を務める第65護衛隊をアスカとともに構成する。篠原率いるコスモパイソン隊の母艦でもある。イスカンダル防衛戦においては、コスモパイソン隊を展開しての航空戦に加えて、ヤマトやガミラス艦隊と戦列を組んでの直接砲戦を展開してデザリアム艦隊と交戦した。
『3199』においても引き続き登場する。同型艦の建造が行われているとされており、これは領海侵犯を繰り返すボラー連邦に対する地球防衛軍の現実的な対応の一つとされている。
第1話から登場。「ヒュウガ」がDAD作戦第2段階に第28護衛隊の僚艦と参加し、グランドリバースに向けて拡散波動砲を放つが、無効化されて防衛線を突破されてしまう。地球陥落時には、元第65護衛隊の面々を脱出させるべく「アスカ」とともに地球に降下するが、収容作業中にデザリアム艦隊の奇襲を受けて拿捕されてしまう。

『2205』企画当初は「ヒュウガ」も「アスカ」の同型艦の予定だったが、玉盛の「2隻を別のデザインにして、役割を明確化すべきではないか」との意見を受けて、デザインが変更された経緯がある。
大日本帝国海軍の伊勢型戦艦の「伊勢」と「日向」の戦艦から航空戦艦への改装が元ネタとなっており、「ヒュウガ」の名も「日向」からとられている。

### ドレッドノート級主力戦艦
ドレッドノート級主力戦艦は、『宇宙戦艦ヤマト 復活篇』に登場する宇宙戦艦。デザイン担当は小林誠。
本項の主力戦艦のイメージを踏襲したデザインとなっている。

### 防衛軍実験型戦艦
防衛軍実験型戦艦（ぼうえいぐんじっけんがたせんかん）は、PS版『さらば宇宙戦艦ヤマト 愛の戦士たち』に登場するゲームオリジナル艦。
主力戦艦を基にした無人制御型戦艦。アンドロメダなどに使用されている自動化技術が最大限に利用されている。正式名称は上記の通り「防衛軍実験型戦艦」 だが、「無人戦艦」と表記されることもある。
艦首や艦橋などの細部のデザインは主力戦艦と異なる。艦体色はオレンジで、艦首は灰色。武装は主砲2基、機銃2群のみである。有人艦に比べて耐久力が2000ほど増加し、12000となっている。
参謀長直属の艦隊として配備されており、ストーリー03「火星 - 木星間小惑星帯」において無断発進したヤマトを迎撃する。

### 時間断層制御艦プロメテウス
『宇宙戦艦ヤマト2202 愛の戦士たち』に登場する、時間断層軍需工場の制御機。同型艦として「エピメテウス」がいる。
英語表記は「LABORATORY PROMETHEUS」で、識別番号は「LP-0001-2202」。
外界よりも時間が10倍で進む 時間断層内の軍需工場に、管理人員を常駐させることは不可能であった。軍需工場を管理するため、ドレッドノート級戦艦を転用し、制御機として造られたのがプロメテウスである。
「次元エナーシャルキャンセラー」 を常時使用することにより、断層内部での生命維持が可能となっている。
カラーリングは灰色と橙色を組み合わせた縦ストライプ塗装で、エピメテウスは黒の艦体に赤いライン、さらに船体各所に般若心経が書かれている。外観的にはほぼドレッドノート級の単なるカラーバリエーションであるが、設定上は艦橋部分が拡張改造されているとされ、3Dモデル的には窓枠の数を増やす形で表現されている（サイズ自体は同じ）。艦橋内のデザインもドレッドノート級とは異なる。艦橋窓は塞がれ、外部情報は映像表示で補っている。
兵装についても、少なくとも外観上はそのままで、通常のドレッドノート級と同じものが残置されている様子が確認できる。

### 地球型移民船
地球型移民船は『宇宙戦艦ヤマト2205 新たなる旅立ち』に登場する、ドレッドノート級を改装したと思しき移民船。
主砲や艦橋砲などの武装が撤去され、代わって上部甲板部に箱型の居住区らしき構造物が増設されている。
地球からガミラスに寄贈され、ガルマン星への移民船団の輸送力の一翼を担っているとされる。設定画が公開されたのみで本編未登場。